# Mamamah International Airport

i7
i11
i13
Der Mamamah International Airport, auch Sierra Leone Airport oder (New) Freetown International Airport war ein 1973 und dann seit 2012 geplanter und von März 2018 bis zur Baustilllegung im Juni 2018 im Bau befindlicher internationaler Verkehrsflughafen in Sierra Leone. Er sollte südlich von Mamamah (Meile 38, Distrikt Port Loko), 55 Kilometer von der Hauptstadt Freetown entfernt, gebaut werden.
Im Juni 2018 kündigte der neue Staatspräsident Sierra Leones die Einstellung des Bauvorhabens an. Stattdessen soll der Internationalen Flughafen Lungi weiter ausgebaut und eine Brücke (Lungi-Brücke) über den Sierra Leone River errichtet werden. Der Bau des Flughafens wurde schlussendlich im Oktober 2018 abgesagt. Die Einstellung des Projektes wird seitdem kontrovers diskutiert.

## Hintergrund
Der Flughafen sollte den nördlich von Freetown auf der anderen Seite des Sierra Leone River gelegenen Internationalen Flughafen Lungi nach seiner Fertigstellung ersetzen. Er soll ebenfalls von der Sierra Leone Airports Authority (SLAA) verwaltet werden.

## Bauplanung
Den Bauauftrag vergab das Ministerium für Transport und Luftverkehr am 12. Dezember 2012 an das chinesische Staatsunternehmen China Railway International Consortium. Der Bau sollte zunächst 190 Millionen US-Dollar kosten. Im Juli 2013 wurden die Kosten mit 300 Millionen US-Dollar angegeben, jedoch im Januar 2014 wieder auf 198 Millionen US-Dollar revidiert. Die Fertigstellung war für 2017 geplant. In einer möglichen zweiten Bauphase sollte der Flughafen erweitert werden.
Aufgrund der Ebolafieber-Epidemie wurde der Bau verschoben. Im Juni 2016 versicherte Präsident Ernest Koroma, dass man an dem Bauvorhaben festhalte. Laut dem chinesischen Botschafter sollte der Bau im Dezember 2016 beginnen, jedoch konnte aufgrund fehlender Abkommen Sierra Leones mit der Weltbank und dem Internationalen Währungsfonds bis Februar 2017 der Baubeginn nicht realisiert werden. Planungen aus dem März 2018 sahen eine Fertigstellung für 2022[veraltet] vor. Die Baukosten sollen 318 Millionen US-Dollar betragen.

## Kontroversen
Im April 2016 hatten Vertreter der Weltbank bereits erklärt, dass der Flughafenneubau derzeit nicht „wirtschaftlich sinnvoll“ sei. Man solle stattdessen in den Ausbau des bestehenden Flughafens investieren. Die Weltbank würde zwei Fähren für die Überfahrt nach Freetown finanzieren.